# Tortula subintermedia
Tortula subintermedia là một loài Rêu trong họ Pottiaceae. Loài này được (Renauld & Cardot) Cardot miêu tả khoa học đầu tiên năm 1910.